# Ponor, Petnjica
Ponor este un sat din comuna Petnjica, Muntenegru. Conform datelor de la recensământul din 2003, localitatea are 65 de locuitori (la recensământul din 1991 erau 175 de locuitori).

## Demografie
În satul Ponor locuiesc 51 de persoane adulte, iar vârsta medie a populației este de 36,1 de ani (34,3 la bărbați și 38,0 la femei). În localitate sunt 21 de gospodării, iar numărul mediu de membri în gospodărie este de 3,10.
|  |

| Demografie | Demografie | Demografie |
| An         | Locuitori  | Locuitori  |
| ---------- | ---------- | ---------- |
|            |            |            |
|            |            |            |
|            |            |            |
|            |            |            |
| 1948       | 142        |            |
| 1953       | 210        |            |
| 1961       | 169        |            |
| 1971       | 226        |            |
| 1981       | 269        |            |
| 1991       | 175        | 168        |
| 2003       | 146        | 65         |

| \| Componența etnică conform recensământului din 2003[2] \| Componența etnică conform recensământului din 2003[2] \| Componența etnică conform recensământului din 2003[2] \| Componența etnică conform recensământului din 2003[2] \| Componența etnică conform recensământului din 2003[2] \| \| ----------------------------------------------------- \| ----------------------------------------------------- \| ----------------------------------------------------- \| ----------------------------------------------------- \| ----------------------------------------------------- \| \| \| \| \| \| \| \| Bosniaci \| Bosniaci \| \| 62 \| 95,38% \| \| necunoscută \| necunoscută \| \| 3 \| 4,61% \| |             |  |    |        |
| Componența etnică conform recensământului din 2003 |             |  |    |        |
| |             |  |    |        |
| Bosniaci | Bosniaci    |  | 62 | 95,38% |
| necunoscută | necunoscută |  | 3  | 4,61%  |